# 원마운트
원마운트(One-Mount)는 경기도 고양시에 위치한 지하2층, 지상9층 규모의 복합문화시설이다. 쇼핑몰 등 상업시설과 스포츠 클럽 워터파크와 스노우파크가 공존해 있다. 경기도 고양시 일산서구 대화동에 위치한다. 명칭은 일산(一山)을 영어로 옮긴데서 왔다.